# Motta di Livenza
Motta di Livenza là một đô thị (comune) thuộc tỉnh Treviso, vùng Veneto, Ý. Đô thị này có diện tích 37 km2, dân số là 10.629 người (thời điểm 31 tháng 3 năm 2008).